# Dipturus innominatus
Dipturus innominatus  (лат.) — вид хрящевых рыб семейства ромбовых скатов отряда скатообразных. Обитают в юго-западной части Тихого океана между 29° ю. ш. и 56° ю. ш и 158° ю. ш. и 174° ю. ш. Встречаются на глубине до 1310м. Их крупные, уплощённые грудные плавники образуют диск в виде ромба со удлинённым и заострённым рылом. Максимальная зарегистрированная длина 240 см. Откладывают яйца. Не являются объектом целевого промысла.

## Таксономия
Впервые вид был научно описан в 1974 году как Raja innominata. Голотип представляет собой самца длиной 66,3 см, пойманного в водах Новой Зеландии. Паратипы: самки и длиной 24,1—95,7 см и самцы длиной 18,6—150,5 см, пойманные там же на глубине 20—200 м. Видовой эпитет происходит от лат. in — «не» и лат. nominе — «названный».

## Ареал
Эти демерсальные скаты являются эндемиками вод Новой Зеландии. Встречаются на континентальном шельфе и в верхней части материкового склона на глубине от 15 до 1310  м, чаще глубже 200 м. 

## Описание
Широкие и плоские грудные плавники этих скатов образуют ромбический диск с округлым рылом и закруглёнными краями. На вентральной стороне диска расположены 5 жаберных щелей, ноздри и рот. На длинном хвосте имеются латеральные складки. У этих скатов 2 редуцированных спинных плавника и редуцированный хвостовой плавник. Окраска дорсальной поверхности диска серая с угольно-чёрными пятнами, вентральная сторона серо-белая.
Максимальная зарегистрированная длина 240 см.

## Биология
Подобно прочим ромбовым эти скаты откладывают яйца, заключённые в жёсткую роговую капсулу с выступами на концах. Эмбрионы питаются исключительно желтком. Длина при вылуплении (от кончика рыла до заднего края грудных плавников) 10—15 см Самцы и самки достигают половой зрелости при длине 93 см и 112 см в возрасте 8 и 13 лет соответственно. Самки в целом крупнее самцов. Максимальная продолжительность жизни оценивается в 24 года. Рацион состоит в основном из донныхбеспозвоночных и мелких рыб.

## Взаимодействие с человеком
Эти скаты не являются объектом целевого промысла. Попадаются в качестве прилова. Мясо употребляют в пищу. Международный союз охраны природы присвоил виду охранный статус «Близкий к уязвимому положеню».